# Festival Ibero-Americano de Publicidade
O Festival Iberoamericano de la Publicidade (ou FIAP, como é mais conhecido) é um importante prêmio da área de publicidade criado na Argentina no ano de 1969, em que só podem participar países da América Latina, mais Portugal e Espanha. Como a maior parte das peças participantes são oriundas de países de língua espanhola, as peças devem estar nesta língua.